# Czapla i żuraw (film 1974)
Czapla i żuraw (ros. Цапля и журавль, Capla i żurawl) – radziecki krótkometrażowy film animowany z 1974 roku w reżyserii Jurija Norsztejna. Film powstał na podstawie bajki Władimira Dala.

## Nagrody
- 1975: X Międzynarodowy Festiwal Filmów Animowanych w Annecy - pierwsza nagroda
- 1975: III Międzynarodowy Festiwal Filmów Animowanych w Nowym Jorku - pierwsza nagroda